# Горлінський Микола Дмитрович
Микола Дмитрович Горлинський (24 липня 1907, місто Охтирка Охтирського повіту Харківської губернії, тепер Сумської області — 15 січня 1965, місто Москва) — радянський діяч органів державної безпеки, 2-й заступник наркома внутрішніх справ УРСР, генерал-лейтенант (1945). Член Ревізійної комісії КП(б)У в 1940—1949 р.

## Біографія
Народився у родині робітника-механіка. Рано осиротів. Виховувався у дитячому будинку. У 1915—1917 р. — учень Охтирської церковноприходської школи. У червні — листопаді 1918 р. — наймит у заможного селянина в місті Охтирці. У 1918 — вересні 1919 р. — учень шевця в приватних шевських майстернях у місті Охтирці. У вересні 1919 — квітні 1920 р. — учень у бухгалтерії Охтирського відділу народного господарства.
У квітні 1920 — липні 1922 р. — розсильний Охтирської повітової Надзвичайної комісії (ЧК-ДПУ). У липні 1922 — червні 1925 р. — співробітник Богодухівського  окружного відділу ДПУ у Охтирці. У червні 1925 — травні 1926 р. — машиніст Харківського окружного відділу ДПУ. У травні 1926 — травні 1927 р. — машиніст Глухівського окружного відділу ДПУ у Новгород-Сіверському. У травні 1927 — червні 1930 р. — машиніст-регістратор і помічник оперуповноваженого Глухівського окружного відділу ДПУ. У 1927—1928 р. — слухач Глухівської вечірньої партійної школи 2-го ступеня.
У червні 1930 — листопаді 1931 р. — уповноважений Конотопського окружного — районного відділу ДПУ.
Член ВКП(б) з жовтня 1931 року.
У листопаді 1931 — січні 1932 р. — уповноважений Сумського оперативного сектору ДПУ. У січні — березні 1932 р. — співробітник Харківського оперативного сектору ДПУ.
У березні 1932 — березні 1933 р. — навчання в Центральній школі ОДПУ СРСР в Москві. У березні 1933 — лютому 1935 р. — заступник начальника політичного відділу з роботи ОДПУ-НКВС Кринківської машинно-тракторної станції Глобинського району Харківської області.
У лютому 1935 — листопаді 1936 р. — начальник Сосницького районного відділу НКВС Чернігівської області. У листопаді 1936 — липні 1937 р. — помічник начальника 2-го відділення Секретно-політичного відділу УДБ УНКВС Чернігівської області.
У липні 1937 — травні 1938 р. — оперуповноважений 11-го відділення 4-го відділу ГУДБ НКВС СРСР. У травні — жовтні 1938 р. — оперуповноважений 4-го відділу 1-го управління НКВС СРСР. У листопаді — грудні 1938 р. — оперуповноважений 2-го відділу ГУДБ НКВС СРСР.
У 07 грудні 1938 —  22 серпня 1940 р. — 2-й заступник народного комісара внутрішніх справ Української РСР.
У серпні 1940 — лютому 1941 р. — заступник начальника 3-го (контррозвідувального) відділу ГУДБ НКВС СРСР. У лютому — квітні 1941 р. — заступник начальника 3-го (контррозвідувального) управління НКДБ СРСР. У квітні — липні 1941 р. — начальник 3-го (контррозвідувального) управління НКДБ СРСР. У липні 1941 — серпні 1942 р. — начальник 3-го (контррозвідувального) управління НКВС СРСР.
У серпні 1942 року, у зв'язку з просуванням Вермахту на Кавказ, Горлінському доручене керівництво боротьбою з бандитизмом в Ставропольському краю (а також охорона перевалів Кавказького хребта при Північно-кавказькому фронті). Він очолює каральні експедиції проти, переважно, козачого і гірського населення Кавказу.
У травні 1943 — вересні 1945 р. — начальник Управління НКДБ Краснодарського краю РРФСР. У червні —серпні 1945 перебував у службовому відрядженні у місті Потсдамі (Німеччина). З вересня 1945 по квітень 1947 рр. — уповноважений МВС-МДБ по Естонській РСР, а з червня 1947 по лютий 1949 знову очолює УМДБ по Краснодарському краю РРФСР.
У лютому —квітні 1949 р. — міністр державної безпеки Литовської РСР. Провів великомасштабні арешти і висилки в Сибір і Середню Азію «буржуазних і антирадянських елементів» з Прибалтики.
З 21 квітня 1949 до 29 серпня 1951 рр. очолював Управління МДБ в Ленінградській області. Керував арештами фігурантів «Ленінградської справи» (таких, як М. О. Вознесенський, М. І. Родіонов, О. О. Кузнєцов, П. С. Попков, Я. Ф. Капустін, П. Г. Лазутін).
У серпні — жовтні 1951 р. — у розпорядженні управління кадрів МДБ СРСР. 25 жовтня 1951 року звільнений із органів МДБ. У грудні 1951 — червні 1952 р. — заступник начальника управління Волзького виправно-трудового табору у місті Щербакові Ярославської області. У червні 1952 — березні 1953 р. — заступник начальника управління виправно-трудового табору і будівництва № 16 МВС з оперативної роботи у місті Ангарську.
Після смерті Сталіна і створення під керівництвом Л. П. Берії потужного МВС, Горлінський у березні 1953 р. був призначений начальником 5-го (економічного) управління МВС СРСР, де працював до березня 1954 року. 
У березні — червні 1954 р. — у розпорядженні Управління кадрів КДБ при РМ СРСР. 28 червня 1954 р. звільнений з КДБ за службовою невідповідністю. Був звинувачений в зловживанні службовим становищем і казнокрадстві, а також в організації «Ленінградської справи» і за «грубі порушення соціалістичної законності», 23 листопада 1954 постановою Ради Міністрів СРСР позбавлений військового звання, а у березні 1956 виключений з КПРС.
З кінця 1954 до 1957 р. працював заступником начальника Будівельно-монтажного управління (БМУ) Міністерства середнього машинобудування СРСР. У 1957 році вийшов на пенсію. У кінці 1964 р. відновлений у військовому званні. Помер в січні 1965 року від інфаркту.

## Звання
- лейтенант держбезпеки (22.03.1936)
- капітан держбезпеки (28.12.1938)
- старший майор держбезпеки (14.03.1940)
- комісар держбезпеки (14.02.1943)
- комісар держбезпеки 3-го рангу (2.07.1945)
- генерал-лейтенант (9.07.1945 — 23.11.1954)

## Нагороди
- орден Леніна (12.05.1945)
- п'ять орденів Червоного прапора (26.04.1940, 8.03.1944, 3.11.1944, 16.09.1945, 24.11.1950)
- орден Кутузова ІІ-го ст. (24.02.1945)
- орден Вітчизняної війни І-го ст. (24.08.1949)
- два ордена Червоної зірки (20.09.1943, 25.10.1943)
- п'ять медалей